# Eisenbahnunfall von Ciurea

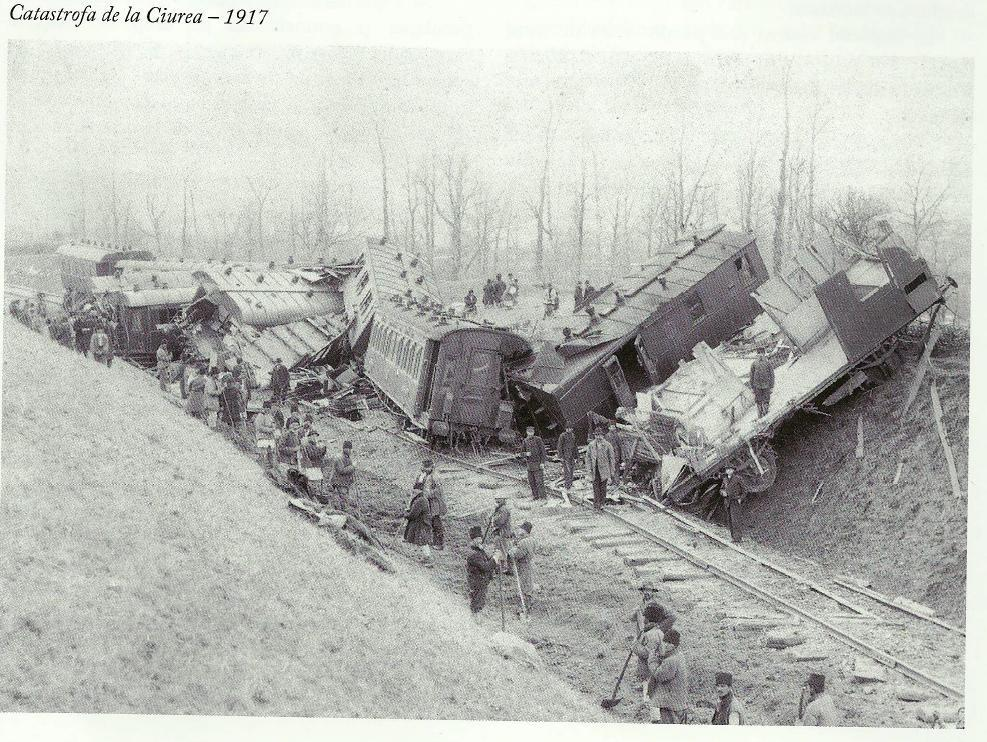
Entgleister Zug im Bahnhof von Ciurea

Der Eisenbahnunfall von Ciurea war die Entgleisung und der Brand eines überfüllten Zuges bei hoher Geschwindigkeit wegen Bremsversagens im Bahnhof Ciurea, Rumänien, am 13. Januar 1917. Der Unfall forderte zwischen 600 und 1000 Todesopfer.

## Ausgangslage

Lokomotiven des entgleisten Zug im Bahnhof von Ciurea

Der Bahnhof Ciurea (heute: Gara Piciorul Lupului) liegt südlich von Iași an der eingleisigen Bahnstrecke, die von dort nach Bârlad führt. Er besaß zum Zeitpunkt des Unfalls ein Kreuzungsgleis, das vom durchgehenden Hauptgleis ausschwenkte. Die von Bârlad kommende Strecke verläuft in einem starken Gefälle zwischen 25 und 67 ‰.
Der Unfallzug wurde von zwei Dampflokomotiven gezogen und bestand aus 26 Wagen, die mit verwundeten russischen Soldaten und zivilen Flüchtlingen überfüllt waren. Sie flohen vor der anrückenden deutschen Armee des Generalfeldmarschall August von Mackensen. Rumänien hatte im August 1916 den Mittelmächten den Krieg erklärt, aber nach Anfangserfolgen mehrere katastrophale Niederlagen erlitten. Zum Unglückszeitpunkt befand sich die rumänische Armee auf einem unorganisierten Rückzug vor den scharf nachdrängenden deutschen Truppen. Entsprechend war der Zug mit Menschen überfüllt – diese befanden sich auch auf den Dächern des Zuges und im Raum über den Puffern zwischen den Wagen.

## Unfallhergang
Während der Zug unterwegs war, wurde die Westinghouse-Bremse des Zuges wohl versehentlich außer Betrieb gesetzt: Zum einen soll ein Soldat einen Hahn an der Bremsanlage zugedreht haben, zum anderen wurden vermutlich verbindende Bremsschläuche zwischen den Wagen durch Reisende beschädigt, die darauf traten oder standen.
Als der Zug in das Gefälle einfuhr, versuchten die Lokomotivführer zu bremsen, merkten aber, dass die Bremse im Zug nicht mehr ansprach. Die Bremskraft der Lokomotiven alleine aber reichte nicht aus. Obwohl alles versucht wurde und auch die Maschinen rückwärts arbeiteten, beschleunigte der Zug zunehmend.
Das Durchgangsgleis des Bahnhofs Ciurea war von einem anderen Zug belegt. Der Fahrdienstleiter hatte deshalb für den ankommenden Zug die Fahrstraße über das ausschwenkende Kreuzungsgleis eingestellt. Als der Zug über die Weiche fuhr, entgleiste er aufgrund seiner überhöhten Geschwindigkeit, nur zwei der 26 Wagen blieben im Gleis. Die übrigen verkeilten sich ineinander, die Trümmer fingen zum Teil Feuer und verbrannten bis auf die Eisenteile vollständig.

## Folgen
Mit 600 bis 1000 Todesopfern war dies einer der schwersten Eisenbahnunfälle weltweit bis heute, die durch den Betrieb einer Eisenbahn verursacht wurden. Unfälle mit vergleichbar hohen Opferzahlen, die sich ebenfalls in Zusammenhang mit Soldatentransporten im Ersten Weltkrieg ereigneten, sind der
- Eisenbahnunfall von Saint-Michel-de-Maurienne in Frankreich (1917)
- Eisenbahnunfall von Hamont in Belgien (1918)